# Set the Twilight Reeling
| Recensione           | Giudizio |
| -------------------- | -------- |
| AllMusic             | [ 1 ]    |
| Entertainment Weekly | B+       |
| Los Angeles Times    | [ 3 ]    |
| Robert Christgau     | A-       |
| Q                    | [ 5 ]    |
| Rolling Stone        | [ 6 ]    |

Set the Twilight Reeling è un album discografico del cantautore statunitense Lou Reed, pubblicato nel febbraio 1996 dalla Warner Bros. Records.

## Descrizione
La canzone Finish Line è dedicata a Sterling Morrison, il chitarrista dei Velvet Underground morto l'anno precedente. La traccia Sex With Your Parents (Motherfucker) è stata registrata dal vivo, il 4 luglio del 1995, al Roof di New York.
La copertina dell'album è di Stefan Sagmeister.

## Tracce
Tutte le canzoni sono state scritte da Lou Reed.
1. Egg Cream
2. NYC Man
3. Finish Line
4. Trade In
5. Hang On To Your Emotions
6. Sex With Your Parents (Motherfucker), Part 2
7. Hookywooky
8. The Proposition
9. Adventurer
10. Riptide
11. Set The Twilight Reeling

## Formazione
- Lou Reed - voce, chitarre
- Fernando Saunders - basso, cori, chitarra acustica in NYC Man
- Tony Smith - batteria, cori
- Roy Bittan - pianoforte in Finish Line
- Mino Cinelu - percussioni in Finish Line
- Oliver Lake, J. D. Parran, Russell Gunn - fiati su NYC Man
- Struan Oglanby - programmazione
- Laurie Anderson - cori in Hang On To Your Emotions